# João (irmão de Rústico)

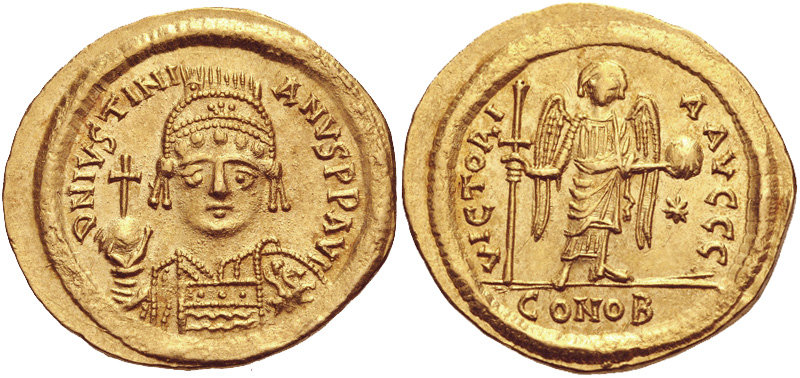
Soldo de Justiniano r.

João (em latim: Ioannis) foi um bizantino do século VI, nativo da Galácia, que esteve ativo durante o reinado do imperador Justiniano (r. 527–565). Seu parentesco é desconhecido, exceto que era irmão do sacelário Rústico. Aparece em 555, quando foi enviado de Lázica para Constantinopla por Rústico e Martinho para acusar o rei laze Gubazes II (r. 541–555) de atividades pró-persas.
Ao chegar na capital imperial, segundo Agátias, alegadamente enganou o imperador ao fazê-lo escrever uma carta na qual estaria contida uma justificativa à morte de Gubazes. Ao conseguir o documento, retorno para Lázica, onde, em 555, auxiliou na execução do plano; Agátias afirma que João foi o primeiro a perfurar Gubazes. Em 556, quando Atanásio foi enviado para investigar o caso, João fugiu, mas foi capturado por Mestriano e levado para Atanásio, que prendeu-o, junto de Rústico, em Ápsaro, no Ponto Polemoníaco, enquanto esperavam julgamento. Ambos foram considerados culpados e condenados à morte, sendo executados no mesmo ano.